# Russograptis
Russograptis is een geslacht van vlinders van de familie bladrollers (Tortricidae).

## Soorten
- R. callopista (Durrant, 1913)
- R. canthararcha (Meyrick, 1937)
- R. medleri Razowski, 1981
- R. praeconia (Meyrick, 1937)
- R. solaris Razowski, 1981